# Claude Fournier (pilote)
Pour les articles homonymes, voir Claude Fournier et Fournier.
Pas d'image ? Cliquez ici
Claude Fournier, né le 14 septembre 1951 à Cosne-Cours-sur-Loire, est un pilote français de rallye-raid.

## Biographie
En 2025, le pilote de rallye sancerrois Claude Fournier s'élance pour le Rallye Dakar à l'âge de 73 ans. 

## Palmarès

### Résultats au Rallye Dakar
| Année | Categorie | Marque          | Position        |
| ----- | --------- | --------------- | --------------- |
| 1991  | auto      | Toyota          | 32e             |
| 2018  | SSV       | Polaris         | 3e              |
| 2023  | SSV       | Can-Am Maverick | 18e             |
| 2024  | SSV       | Can-Am Maverick | Abd. (7e étape) |

### Autres compétitions
- Africa Eco Race 2017